# Stortjärnen (Edefors socken, Norrbotten, 737025-173143)
Stortjärnen är en sjö i Bodens kommun i Norrbotten och ingår i Luleälvens huvudavrinningsområde. Sjön har en area på 0,0525 kvadratkilometer och ligger 183 meter över havet. Stortjärnen ligger i Rappomyran Natura 2000-område.

## Delavrinningsområde
Stortjärnen ingår i det delavrinningsområde (737009-173134) som SMHI kallar för Utloppet av Stortjärnen. Medelhöjden är 194 meter över havet och ytan är 0,23 kvadratkilometer. Räknas de 2 avrinningsområdena uppströms in blir den ackumulerade arean 1,85 kvadratkilometer. Vattendraget som avvattnar avrinningsområdet har biflödesordning 3, vilket innebär att vattnet flödar genom totalt 3 vattendrag innan det når havet efter 133 kilometer. Avrinningsområdet består mestadels av skog (28 procent) och sankmarker (51 procent). Avrinningsområdet har 0,05 kvadratkilometer vattenytor vilket ger det en sjöprocent på 22,2 procent.